# イジリー岡田
イジリー岡田（イジリーおかだ、1964年〈昭和39年〉9月23日 - ）は、日本のお笑いタレント、ものまねタレント。本名は岡田 昇（おかだ のぼる）。
ホリプロ所属。身長169.4cm、体重76kg、靴のサイズは25cm。既婚（再婚）。
埼玉県出身。実家は埼玉県さいたま市浦和区。浦和実業学園高校卒業。さいたま市在住。
元々は「イジリー」は観客などをネタにして笑いをとることが上手いことから名付けられたが、この芸名からエロタレントとして起用されるようになった。しかし、本人はチャールズ・チャップリンのような"お笑い"を志向し、「下ネタで笑いを取るのは卑怯であり、下ネタは嫌い」と公言していたため、轗軻不遇であった。

## 略歴
高校生の頃からお笑いが大好きで、萩本欽一に憧れ『第6回欽ちゃんの全日本仮装大賞』に友人の代役として出場する。東放学園専門学校在籍時代に、カメラアシスタントのアルバイトで番組制作に携わるが、辛さに耐えかねて辞めた経験を持つ。
萩本に憧れていたこともあり、小堺一機、関根勤の下積み時代のライブにも、裏方のアルバイトとして参加経験がある。素人時代に出場したフジテレビ系列『発表!日本ものまね大賞』での敢闘賞獲得が認められ、ホリプロにスカウトされる。高校時代の友人の奥山を相方に誘い、1987年にお笑いコンビ「キッドカット」を結成した。
ホリプロお笑い部門第1号として、多くのバラエティ番組オーディション大会で優勝するなど、実績を残し順風満帆に思えたが、生放送に寝坊を繰り返すといった相方の遅刻癖がホリプロで問題になったことで相方が解雇され、お笑いコンビは強制解散させられた。1990年からピン芸人として活動を始める。
コンビ時代から、ホリプロ所属のアイドルイベントで、前説や司会を担当していたことから、学習研究社（現・学研ホールディングス）の月刊誌『Momoco』において、デビュー直後のアイドルと対談するコーナー連載が決定する。ペンネームを命名することになり、客いじりが上手いから『イジリー岡田』、連載のタイトルも『イジリー岡田のアイドルいじり』に決まる。
最初はあくまでペンネームのみであったが、当該コーナーの人気が上昇すると「お前、明日から『イジリー岡田』だぞ。問題ないよな？」とホリプロから電話で一方的に通告され、正式に芸名が決定した。芸名に関してイジリーは「問題大ありですよ。そんな最低な名前、嫌に決まっているじゃないですか」と当時を振り返っている。

### ギルガメッシュないと
イジリー岡田に改名した2か月後、女性向けの深夜番組『ギルガメッシュないと』（テレビ東京系列、1991年 - 1998年）のレギュラーに起用された。
番組開始当初は、東京都区部のデートスポットや流行の映画・演劇等を紹介するお洒落な情報番組で、イジリーの出番は「AV女優のお宅訪問」だけであった。
しかし、このイジリーのコーナーが好評を博した事から、三ヶ月後に番組はセクシー路線に変更され、「ギルガメ治療院」では初代となるなぎら健壱から院長を引き継ぎ高速ベロを誕生させたり、AV女優の憂木瞳と共演した「夜食バンザイ」などセクシー系企画が大ヒット。イジリーは自他ともに認める「日本一のエロタレント」のジャンルを確立することになる。しかし萩本欽一やチャールズ・チャップリンのような"温かいお笑い"を志向し、後輩には「下ネタとか、裸になって笑いを取るのは卑怯だ。オレは一生下ネタなんて認めないし、やらない」と下ネタ嫌いを公言していた本人は心中複雑であった。
番組企画の一環として、1993年12月には憂木瞳とデュエットしたシングルCD「マンゴ・ナタデ・ココ（ポニーキャニオン」をリリースしている。ちなみにノーギャラであった。

### ギルガメ終了後
『ギルガメ』終了後は、ホリプロの命令（テレビ朝日『しくじり先生』に出演した際には自らの希望もあったと語っている）で下ネタを一時的に封印、子供向け特撮番組『テツワン探偵ロボタック』への出演や、HiPのイベントの司会を務めるなど、エロイメージ改革に取り組み、本来イジリーがやりたかった仕事をやるスタイルを取っていたが、一時期アルバイトを掛け持ちしなければ生活がままならないほどに仕事は激減してしまう。そんな中で転機となったのは2001年に『FNS ALLSTARS27時間笑いの夢列島』深夜枠『裏めちゃイケ』で、冒頭から陰核を連想させるギャグを連発する型破りな司会ぶりを契機に、再びこの頃から本格的なエロ芸解禁となった（前述の『しくじり先生』では、2006年の『アメトーーク』での高速ベロ芸披露と説明）。
当初エロキャラクターは、番組や女性ありきのネタだと思い悩んでいたが、後日出川哲朗から「男が盛り上がり、女性が引くのを同時に起こせる芸はない。だから続けたほうがイイ」と助言を受け、キャラクター、芸風の一つとして取り組んでいる。

### 番組収録中に骨折
2008年3月、日本テレビ系列『ものまねバトル47! そっくり軍団大集合オール新ネタ春祭り』の新潟県のスキー場のロケ収録中に、ドラマ『薔薇のない花屋』のエンディングでの竹内結子のものまねをして右肋骨と右足首を骨折し、全治三ヶ月の怪我を負った。その後のスタジオ収録には、松葉杖で臨んだ。
その状態で、名古屋テレビ（メ〜テレ）制作『さまぁ〜ずげりらっパ』「スーパースローで見てみよう!」コーナーの撮影に参加し、スーパースローカメラにより高速ベロ（#人物）が秒間18回であることが確認された。

### 私生活
1度離婚(イジリー自身は2003年9月、39歳の時に離婚)を経験している（相手や初婚の時期は不明で、前妻の間には子供はいない）。52歳の誕生日である2016年9月23日に14歳下の38歳のネイリストの女性と再婚し、ハワイで挙式した。現妻の間にも、子供はいない。

### ものまねのレパートリー
- 安倍晋三
- 綾小路きみまろ
- 石立鉄男
- 泉谷しげる
- 梅沢富美男
- 江川卓
- 遠藤憲一
- おいでやす小田
- 王貞治
- 大槻義彦
- 岡田武史
- 尾木直樹
- 我修院達也
- 片岡愛之助
- 片岡鶴太郎
- 加藤一二三
- 加藤諒
- 假屋崎省吾
- 河口恭吾
- 岸田今日子
- 北島三郎
- 北村晴男
- 木下博勝
- 桐谷広人
- 草野仁
- 楠田枝里子
- クロちゃん
- 小出義雄
- 小柳ルミ子
- コシノジュンコ
- 坂上二郎
- 佐藤B作
- さとう宗幸
- ジャスティン・ビーバー
- 下條アトム
- 関暁夫
- 高須克弥
- 竹原ピストル
- 田中圭
- つんく♂
- テレンス・リー
- 敏いとう
- 常田富士男
- 永野
- 長渕剛
- 名古屋章
- 野田洋次郎
- はしだのりひこ
- 橋田壽賀子
- 東国原英夫
- 広川太一郎
- フィリップ・トルシエ
- ブルゾンちえみ
- 古舘伊知郎
- 古谷一行
- 星野仙一
- 堀江淳
- 松木安太郎
- 松山千春
- 松任谷由実
- 三沢光晴
- 美空ひばり
- 宮崎駿
- 元谷芙美子 (アパホテル社長)
- 森本レオ
- 森山直太朗
- 森山良子
- 八代亜紀
- 柳沢慎吾
- 山崎まさよし
- 山下達郎
- 山田孝之
- 横田淑惠
- 米村でんじろう
- 渡辺篤史など

なお、歌唱も上手と言われている（2014年9月3日放送の『水曜日のダウンタウン』の「モノマネ芸人に音痴いない説」で歌声を披露した）。

## 芸風
基本的には、しゃべりやものまねを得意とするタレントである。
「イジリー」は上述のとおり「素人いじり」「客いじり」（観客などをネタにして笑いをとること）が上手いことから名付けられた芸名であり、けっして下ネタや放送禁止用語から取ったわけでは無いのだが、その芸名が卑猥な印象を与えるためなのかNHKでは基本的には芸名を使う事が出来ず、本名の岡田昇名義で出演することが多い。
- 舌を異常に高速で上下させる「高速ベロ」が得意。実践ではなく練習して早くなった。髭を剃ってる時に思いついた。
- 物ではなく生身の人間の顔面を舌で舐めた経験は3回しかなく、ダウンタウン（松本の鼻、浜田の唇を一回ずつ）とココリコ田中（鼻を一回）のみである。
- 『がんばれ!エガちゃんピン』では、江頭2:50と高速ベロ対決を行った。連射測定器のAボタンを10秒間に何回舌で押せるかというもので、江頭2:50は10秒間に37回を記録した。この記録を聴いたイジリーは「あっそう… じゃあ軽くそれ以上にしますわ」と発言。10秒間に71回の記録を叩き出し、江頭との対決に勝利した。
- 『アメトーーク!』では女性ゲストの楽屋にスペアキーで開錠して入り、ゲストの私物を物色し、食べかけの弁当を食べる等のお決まりの役割を果たしている。その結果、苦情と賞賛が殺到したことがある。男性相手にやったのはブラックマヨネーズが初めてで、吉田敬はやられて喜んでいた。しかし、本来の彼は下ネタが大嫌いで極めて真面目な性格であり、芸能界を目指したのも下ネタを一切使わない欽ちゃん劇団に入りたかったことがきっかけである。番組で共演した山里亮太には「俺のエロは養殖だよ」と漏らしたという。
- そういった経緯があったにもにもかかわらず、エロ芸でブレイクしたため、「エロだからこそ、まじめにやらないといけないのは確かです」「今でも、台本は事前にもらうようしています」と芸や番組に真摯に取り組む姿勢を語っている[9][10]。
- 1994年から1996年にかけ、早朝の子供向け英会話番組『Hayami English Network』に、めんどりの着ぐるみ(キャラクター名は、番組名の頭文字と雌鶏(英語で"hen")をかけて「HENちゃん」という)のキャラクターで登場していたことがあったが、エロ芸人の芸風は番組の対象視聴者を考慮し封印されていた。
- 彼の真面目さを表すエピソードとして、若手時代のマネジャーには「芸人は遊ぶことが芸の肥やしになるんだ」と時代的な事も手伝って散々言われたが、イジリーは「僕はそうは思いません」と自分の意見を公然と述べて逆らっており、普段から酒も煙草も一切嗜まない[3][9]。
- 「劇団東京アンテナコンテナ」に所属し、舞台活動などや、同劇団の若手公演の脚本・演出も行っている。この舞台ではイジリーが本来志向している"温かい笑い"を行っており、観客は皆「テレビとは違うんですね」と言って応援してくれるという[11]。近年では、テレビの出演が以前より少なくなり、本来の彼が志向した舞台によるお笑いにシフトしつつある。

## 人物
- 中学時代から石野真子の大ファン。日本テレビ『ものまねバトル』にご本人登場した石野に感激して号泣した。
- 高校時代に『スター誕生!』でデビューしたベトナム出身アイドル、ルー・フィン・チャウの日本向けのサインを考えてあげた。
- インターネット番組『内村さまぁ〜ず』に初めてゲスト出演した際、ダジャレが大の苦手であることが露呈した。その後、ゲスト出演した際にはリベンジ企画が行われたが、結果は惨敗であった。
- 出演したテレビ番組で、自分の学生の頃の写真を出されて「元祖アキバ系だから」と発言していた。
- 稲葉浩志と生年月日が同一である[注 2]。

### 三沢光晴
- 三沢光晴のものまねをすることからも分かるようにプロレスファンとしても知られ、2005年7月18日に開催された『プロレスリング・ノア 東京ドーム大会』には弟と来場した。また、 2006年3月21日に開催された全日本プロレスのファン感謝デー興行で、三沢光晴に扮して小島聡とタッグを結成。武藤敬司・神奈月（神奈月は武藤敬司に扮して登場）と本物のプロレスの試合を行った。
- 2009年6月13日、試合中のリング禍により三沢が急死。その後イジリーは同年7月4日ディファ有明にて行われた献花式「三沢光晴お別れ会～DEPARTURE～」に出席した。この時イジリーは記者からインタビューを受けたが、悲しみのあまり記者の最初の質問には中々答えることが出来ず、絶句し嗚咽したが、その後、三沢との出会いやものまねなどについて淡々と語っていた[12]。また、今後自身が行っていた三沢のものまねに関しては当時は封印を示唆するほど落ち込んでいた[13]。
- 前述の通り三沢のものまねをすることに対しては葛藤していたが、プロレス関係者[14]やファン、神奈月や原口あきまさなどの周囲からの説得もあり[15]、同年8月31日に後楽園ホールで開催されたイベント「ものまねプロレス祭2009『まねんのか！』」で三沢に扮してリングに立ち、「三沢さんを知らない世代のために受け継いでいきたい」と今後もものまねを続けていく意向を示した[16]。

### AKB48
かつて『ギルガメ』を放送していたテレビ東京系列ではその後、『週刊AKB』に不定期で出演した。MCとしての進行の立場が多く、いわゆるエロの芸風はほとんど見られていないが、前述の高速ベロのみはお約束のように都度披露している（秋元康からのゴーサインもあった）。同番組内においては『ギルガメ』時代の自分の活躍を示唆する発言もいくつか見受けられる。また『AKBINGO!』や『週刊AKB』、『AKB48 ネ申テレビ』などの出演がきっかけとなって、AKB48と共演する機会が多くなり、首都圏で開催される全国握手会では、ほぼ毎回、握手会のイベントパートのMCを担当している。
2014年9月17日に行われた「AKB48グループ・じゃんけん大会2014 〜拳で勝ち取れ!1/300ソロデビュー争奪戦〜」では初めて審判を務めた。

### 乃木坂46
2013年から「NOGIBINGO!」で司会を担当している縁もあり、近年ではAKB48よりも乃木坂46との方が親交が深くなっているほか、乃木坂のメンバーからは「めっちゃいい人（高山一実）」「優しさがある（白石麻衣）」「意地悪じゃない（生駒里奈）」「カメラが止まると凄いいい人（生田絵梨花）」「私たちに気を遣って下さっていた（桜井玲香）」と番組内で評されており、かなり慕われており、かつて乃木坂46のメンバーであった永島聖羅は、番組で共演したことがきっかけで、乃木坂46卒業後にイジリーの紹介により、現在イジリーと同じ事務所に所属しており、現在も交流がある。
しかし、イジリーは自身の芸風がブレてしまう事を恐れたためか、この事を必死に否定していた。また、番組内のコーナー「NOGIROOM!」では、過去に数度、最終回にイジリーから手紙が贈られており、桜井がその手紙を代読しているが、そこでもメンバーからは「めっちゃ優しい」「いい人」と言われている。メンバーの寺田蘭世と誕生日が同じ9月23日である。

## 出演

### テレビ番組

#### 現在の出演番組
- ものまねグランプリ（日本テレビ）
- ダウンタウンのガキの使いやあらへんで!!（日本テレビ） - 不定期出演
- 踊る!さんま御殿!!（日本テレビ）
- 雨上がり決死隊のトーク番組アメトーーク!（テレビ朝日） - アイドルが出演する際は、ほぼ毎回出演。
- パチ×スロおもしろTV（サンテレビ）
- 秋葉系アイドルチャンネル（2011年2月27日 - 、BSイレブン）[20]
- AKB48 ネ申テレビ（ファミリー劇場） - 不定期出演
  - シーズン13（2013年9月1日・9月8日） - 「不眠耐久レースMC兼審判」として出演。
  - シーズン15（2014年4月27日 - 5月11日） - 「ドラフト生キャンプ特別コーチ」として出演。
  - シーズン16（2014年7月27日・8月31日・9月7日） - 「オレの嫁選手権!」MCとして出演。
  - シーズン17（2014年11月9日 - 12月28日、2015年1月11日・1月18日） - 「オレの嫁選手権!」MCとして出演、11月23日・30日は「見届け人」として出演。
  - シーズン17番外編（2015年1月25日 - 2月22日） - 「オレの嫁選手権!」MCとして出演。
  - シーズン18（2015年3月1日・3月8日、4月5日 - 5月3日、5月17日・5月24日） - 「オレの嫁選手権!」MCとして出演。
  - シーズン19（2015年7月12日 - 8月16日） - 「オレの嫁選手権!」MCとして出演。
  - シーズン20（2015年10月18日・10月25日、11月8日・11月15日） - 「A-1グランプリ大阪の陣2015」MCとして出演、11月7日・15日は「新女子七種競技」MCとして出演。

ほか

#### 過去の出演番組
- ギルガメッシュないと（テレビ東京）
- HAYAMI ENGLISH NETWORK -HEN-（中京テレビ）
- GAHAHAキング 爆笑王決定戦（テレビ朝日）
- エンタの神様（日本テレビ） - キャッチコピーは「ものまね界の秘密兵器」
- リンカーン（TBS） - 「芸人ウルリン滞在記」のナレーター担当。すべる話にも登場。
- ガールズファイル（サンテレビ）
- 世直しバラエティー カンゴロンゴ（NHK総合）
- 叱って!ブロンド先生（TBS）
- GO!GO!アッキーナ（テレビ東京）
- スッキリ!!（日本テレビ） - 「家財スッキリ!! 相談所」に所長役」で出演。
- ジャイケルマクソン（毎日放送）
- ものまねバトル（日本テレビ）
- TVチャンピオン（テレビ東京）
- モザイク（メ〜テレ）
- 高田・大竹・渡辺のオヤジ三人旅本気で美人看板娘を探せ!! in 草津（中京テレビ、2009年2月1日）
- あいまいナ!
- 桃色学園都市宣言!!「河田町工業高校電気科」（フジテレビ）
- ヨロシクまんでぃ(2011年1月テレビ埼玉)
- SDNイジリー（2011年4月9日 - 9月24日、テレビ埼玉ほか）
- 乃木坂って、どこ?（2012年1月30日・2014年4月28日、テレビ愛知）
- ジョージ・ポットマンの平成史 第24回（2012年3月24日、テレビ東京） - ゲストで出演
- 週刊AKB（2010年6月 - 2012年11月、テレビ東京） - 不定期出演
- ギルガメッシュLIGHT（2012年1月13日 - 12月21日、BSジャパン）
- とんねるずのみなさんのおかげでした（2016年12月15日、フジテレビ）
- NOGIBINGO! シリーズ（日本テレビ）- MC
  - 乃木坂46×HKT48 冠番組バトル!（2013年7月3日未明 - 9月18日） - NOGIBINGO!。
  - NOGIBINGO!2（2014年1月11日未明 - 3月29日未明）
  - NOGIBINGO!3（2014年10月7日未明 - 12月23日未明）
  - NOGIBINGO!4（2015年4月6日未明 - 6月23日未明）
  - NOGIBINGO!5（2015年7月14日未明 - 9月29日未明）
  - NOGIBINGO!6（2016年4月12日未明 - 6月28日未明）
  - NOGIBINGO!7（2016年10月11日未明 - 12月27日未明）
  - NOGIBINGO!8（2017年4月11日未明 - 6月20日未明）
  - NOGIBINGO!9（2017年10月17日未明 - 12月26日未明）
  - NOGIBINGO!10（2018年10月9日未明 - 12月18日未明）
- イジリー・春日の美人妻いただきます（2015年8月5日 - 2015年10月21日、TOKYO MX・V☆パラダイス）
- オールスター後夜祭（2019年4月7日[21]、TBS）
- 乃木坂どこへ（2019年12月3日、日本テレビ）
- AKB1じ59ふん!→AKB0じ59ふん!→AKBINGO!（日本テレビ） - 不定期出演
- オールナイトフジコ（フジテレビ） - 不定期出演

ほか

### 映画
- ファッションヘルス物語2 スパッシュ戦争（1992年）
- Tバック・ハイスクール セクハラ教師をブッ飛ばせ!（1992年）
- 歌麿おんな秘図（1995年）
- 大失恋。（1995年）
- 告白手記 私が濡れたあのセックス!（1997年）
- テツワン探偵ロボタック&カブタック 不思議の国の大冒険（1998年） - 山茶花さん 役
- 実録・瀬戸内やくざ戦争 伊予路水滸伝（2003年）
- ヅラ刑事（2006年）デカチン刑事 役
- 日本以外全部沈没（2006年） - 結婚したばかりの若手議員 役
- まいっちんぐマチコ先生 東大お受験大作戦!!（2006年） - 山形先生 役
- 喰いしん坊!（2007年） - 司会
- 希望ヶ丘夫婦戦争（2009年）
- あばしり一家 THE MOVIE（2009年） - あばしり 五ェ門 役
- 宇宙刑事ギャバン THE MOVIE（2012年） - 岩本室長 役
- みんな!エスパーだよ!（2015年） - 鴨川舌郎 役
- 内村さまぁ～ず THE MOVIE エンジェル（2015年）
- 早乙女4姉妹（2015年） - 早乙女達夫 役
- EVEN〜君に贈る歌〜（2018年） - 岡田 役
- キスは命がけ!（2019年）
- 超伝合体ゴッドヒコザ（2022年）

### ラジオ
- 山崎怜奈の誰かに話したかったこと。（TOKYOFM､2022年3月29日） - 代打出演
- 吉田照美のやる気MANMAN!（文化放送） - 中継担当
- ゴッドアフタヌーン アッコのいいかげんに1000回（ニッポン放送） - 中継担当

### テレビドラマ
- テツワン探偵ロボタック（1998年、テレビ朝日） - 山茶花三郎 役
- 月曜ミステリー劇場 「早乙女千春の添乗報告書」 第13作「神戸・淡路湯けむりツアー殺人事件」（2003年1月6日、TBS） - 岩波秀和 役
- 和田アキ子殺人事件（2007年2月、TBS） - ディレクター 役
- 新宿スワン　第3話（2007年8月、テレビ朝日）
- 地デジカ家族（2009年、フジテレビ） - 大柳秀平 役
- 嬢王3 〜Special Edition〜　第4話（2010年、テレビ東京）
- みんな!エスパーだよ!（2013年、テレビ東京） - 嘉郎の父 役
- 牙狼-GARO- -魔戒ノ花- 第11話（2014年、テレビ東京） - オザキ 役
- 夢を与える 第2話（2015年、WOWOW）
- 侵略!ガルパンダZ（2016年、TOKYO MX、サンテレビ） - 瀬久田晴郎 役
- ダメな私に恋してください 第1話（2016年、TBS）
- ルパンの娘 第9話（2019年、フジテレビ） - 戸口秋彦 役
- 竹内涼真の撮休 第2話（2020年、WOWOWプライム）
- さらば、佳き日 第2話（2023年、テレビ東京） - 近藤修二 役
- 家政夫のミタゾノ 第7シーズン 第6話（2025年2月18日、テレビ朝日） - 本人 役

### テレビアニメ
- こちら葛飾区亀有公園前派出所（フジテレビ）
  - 第332話「ボーナス争奪戦8」（2003年） - 釈金無 役
  - 第361話「両津家三代、黄金郷への珍道中!」（2004年） - アンジェリーナの父 役
- 天体戦士サンレッド（第2期）（2009年、テレビ神奈川ほか） - ムキエビ 役

### 劇場アニメ
- ガディガルズ（2022年）[22]

### OVA
- ふたりのジョー（2003年） - ジョージ滝沢役（声優として特別出演）

### インターネット
- ちょい甘! ハチミツ学園!（ShowTime） - MC・イジリー岡田、SDN48大堀恵
- ニコミュでニコ電（ニコニコ生放送） - MC
- イジリー岡田・ホリのナタデウォッシュナイト（ニコニコ生放送）
- イジリー岡田・ホリの○○ッシュないと（ニコニコ生放送）
- イジリー&柏木&天海の「他人まかせでは儲かりまへん」（2011年10月6日 - 、ニコニコ生放送）
- シモネタGP（2018年5月14日 - 6月4日、9月17日 - 12月3日、AbemaTV） - 審査委員
- みんなのパチンコフェスON LINE 28時間 真夏のパチンコ頂上決戦（2021年8月13日 - 14日、日本遊技機工業組合）- コーナーMC[23]

### ウェブラジオ
- 大人のイジリー学（2023年5月11日 - 8月31日、AuDee）[24]

### ミュージックビデオ
- ベッド・イン 「C調び～なす!」（2015年11月25日）

### 舞台
- トンデモ?ピーター・パン!〜Peter Pan Goes Wrong〜（2024年9月28日 - 10月1日、梅田芸術劇場 シアター・ドラマシティ / 10月5日・6日、アイプラザ豊橋 / 10月10日 - 14日、東京国際フォーラム ホールC） - フランシス・ボーモント 役[25][26]
- 復刻 舞台 増田こうすけ劇場 ギャグマンガ日和 〜奥の細道 地獄のランウェイ編〜（2025年10月31日 - 11月9日〈予定〉、雷5656会館 ときわホール） - 伊能忠敬 役[27][28]

## 作品

### 単行本
- イジリー岡田のニッポンのアイドル（2016年9月29日、主婦の友社）

### 楽曲

#### シングルCD
- MANGO NATA DE COCO（1993年12月17日、ポニーキャニオン）※憂木瞳との「瞳＆イジリー」名義[29]